# Долбенко, Александр Васильевич
Александр Васильевич Долбенко (1892, д. Фатьяновка (Ульяновка), Курская губерния — после августа 1937 г.) — директор Красноярского педагогического института в 1933—1937 годах.

## Биография
Александр Васильевич Долбенко родился в 1892 году в деревне Фатьяновка (Ульяновка) Фатежского уезда Курской губернии.
После окончания в 1912 году учительской семинарии в Полтаве работал учителем 2-классного училища в с. Лучино Рогачевского уезда Могилёвской губернии. Через год, по семейным обстоятельствам, переехал в село Темерязево Старооскольского уезда Курской губернии, где продолжал работать учителем в двухклассном училище.
В 1916 году молодой учитель был мобилизован в армию, где, как человек по тем временам образованный, после переподготовки получил чин прапорщика.
После Октябрьской революции А. В. Долбенко служил в Красной Армии командиром роты, заведовал агентурной разведкой дивизии. В мае 1919 года стал членом РКП(б).
В 1920 году был уволен в запас с записью в военном билете «военком стрелкового полка» и назначен ответственным секретарём уездного комитета РКП(б) в Фатеже Курской губернии. Затем работал инструктором губкома РКП(б) в Курске, председателем губернского правления Союза рабочего просвещения Курска с одновременным членством в президиуме Курского губисполкома.
В 1925 году возглавил Ульяновский губотдел народного образования, годом позднее переехал в Самару, где сначала руководил местным гороно, а потом стал директором промышленно-экономического техникума.
В 1929—1932 годах обучался в аспирантуре Научно-исследовательского института педагогики (Москва). Получив по её окончании звание научного сотрудника 1 разряда, которое давало право руководить кафедрой педагогики в вузе и работать на руководящих должностях в системе народного образования, А. В. Долбенко уехал в Иркутск, где возглавил краевой отдел народного образования Восточно-Сибирского края. Тогда же стал членом президиума крайисполкома. На этих постах он работал до декабря 1932 года.
23 января 1933 года Восточно-Сибирский крайком ВКП(б) принял постановление о назначении А. В. Долбенко директором Красноярского пединститута; в марте 1933 года вышел приказ по Наркомату просвещения РСФСР, подтвердивший это назначение. В мае 1933 года А. В. Долбенко был утвержден в должности и. о. зав. кафедрой педагогики и психологии Красноярского пединститута.
В августе 1937 года нарком просвещения РСФСР Андрей Бубнов подписал приказ, которым освободил А. В. Долбенко от занимаемой должности. Тогда же, в августе 1937 года, он был исключен из ВКП(б) «за двурушничество и покровительство врагов народа».
О дальнейшей судьбе А. В. Долбенко можно только догадываться. В 1992 году руководство Красноярского государственного педагогического института направило соответствующий запрос в архив Министерства безопасности РФ, в ответ на который последовало сообщение, что документы не сохранились.